# Шкојдиц
Шкојдиц (њем. Schkeuditz) град је у њемачкој савезној држави Саксонија. Једно је од 36 општинских средишта округа Сјеверна Саксонија. Према процјени из 2010. у граду је живјело 17.908 становника. Посједује регионалну шифру (AGS) 14730270.

## Географски и демографски подаци
Шкојдиц се налази у савезној држави Саксонија у округу Сјеверна Саксонија. Град се налази на надморској висини од 91–148 метара. Површина општине износи 80,9 km². У самом граду је, према процјени из 2010. године, живјело 17.908 становника. Просјечна густина становништва износи 221 становника/km².

## Међународна сарадња
| Мјесто   | Држава    | Врста сарадње | Од    |
| -------- | --------- | ------------- | ----- |
| Калараси | Молдавија | контакт       | 2000. |
| Канту    | Италија   | контакт       | 2000. |
|          | Француска | пријатељство  | 1978. |
| Извор    |           |               |       |